# Jan Radkiewicz
Jan Radkiewicz (ur. 8 sierpnia 1952 w Cybince, zm. 2 grudnia 2021) – polski duchowny i teolog rzymskokatolicki, dr hab.

## Życiorys
W 1971 wstąpił do Wyższego Seminarium  Paradyżu. Święcenia kapłańskie przyjął 8 maja 1977. Następnie pracował w Zbąszynku (1977-1979) i parafii Podwyższenia Krzyża Świętego w Sulechowie (1979-1981). W 1979 uzyskał stopień magistra teologii na Katolickim Uniwersytecie Lubelskim. W latach 1981–1988 przebywał w Niemczech, studiował na Uniwersytecie Albrechta i Ludwika we Fryburgu. W 1988 powrócił do Polski. Na Uniwersytecie we Fryburgu obronił w 1989 pracę doktorską. W latach 1990–2003 był proboszczem w parafii Narodzenia Najświętszej Maryi Panny w Nowym Kramsku. W latach 2003–2005 przebywał na urlopie naukowym, w latach 2005-2009 był proboszczem parafii Niepokalanego Poczęcia Najświętszej Maryi Panny w Zielonej Górze. W 2010 uzyskał stopień doktora habilitowanego na Uniwersytecie Katolickim w Rużomberku.
Od 2004 był zatrudniony na stanowisku adiunkta w Katedrze Teologii Dogmatycznej na Wydziale Teologicznym Uniwersytetu Szczecińskiego, od 2017 na stanowisku profesora uczelni w Instytucie Nauk Teologicznych Uniwersytetu Szczecińskiego. 5 kwietnia 2012 wyróżniono go tytułem kanonika honorowego Zielonogórskiej Kapituły Kolegiackiej pw. św. Jadwigi.